# Кандахар (писта)
Вижте пояснителната страница за други значения на Кандахар.
Кандахар (на немски: Kandahar-Abfahrt Garmisch) е писта за ски алпийски дисциплини в Гармиш-Партенкирхен, провинция Бавария, Германия.
Първите състезания на пистата се провеждат по време на Зимните олимпийски игри през 1936 г.
От 1970 година пистата е в календара на състезанията за Световната купа, в който е сред най-ефектните и най-сложните в техническо отношение писти. На нея се провеждат състезания в дисциплините спускане, супергигантски слалом, гигантски слалом и суперкомбинация.
Там се провеждат и всички стартове от Световното първенство по ски алпийски дисциплини през 1978 г. и всички стартове без слаломите от Световното първенство по ски алпийски дисциплини през 2011 г.
Пистата позволява състезанията, тренировките, посещенията и приготовленията на трасетата за мъжете и жените да се провеждат независимо едни от други, отговаряйки на изискванията на ФИС.

## Трасета
Финалът на двете трасета се намира на 741 метра надморска височина. Трасето на жените е с дължина 2920 метра, стартът се намира на 1460 метра. Стартът на мъжете е на височина 1690 метра, а дължината на трасето e 3300 метра.
Най-стръмната част на пистата се намира на трасето на мъжете и има наклон от 92 %.